# Peter Molnár (1973)
Peter Molnár (* 4. června 1973) je bývalý slovenský fotbalový záložník.

## Hráčská kariéra
V československé nejvyšší soutěži nastoupil za DAC Dunajská Streda v šesti utkáních (celkem 179 minut), aniž by skóroval.

## Ligová bilance
| Ročník                                   | Zápasy | Góly | Minuty | Klub                |
| ---------------------------------------- | ------ | ---- | ------ | ------------------- |
| 1. československá fotbalová liga 1991/92 | 6      | 0    | 179    | DAC Dunajská Streda |
| CELKEM 1. LIGA ČSFR                      | 6      | 0    | 179    |                     |